# Zdzisław Wajda
Zdzisław Marian Wajda (ur. 20 maja 1927 w Toruniu, zm. 16 kwietnia 2018 w Gdańsku) – polski lekarz chirurg, profesor i rektor (1993–1999) Akademii Medycznej w Gdańsku

## Życiorys
Syn Jana  (komandora podporucznika Marynarki Wojennej) i Stefanii. Od 1933 mieszkał z rodzicami w Gdyni, gdzie uczęszczał do Szkoły Podstawowej nr 1. Z powodu wysiedlenia przez niemieckich okupantów w latach II wojny światowej mieszkał z matką najpierw przez rok w Krakowie, a następnie w Wieliczce, gdzie ukończył szkołę podstawową i kontynuował naukę na tajnych kompletach. W 1945 wraz z rodzicami wrócił do Gdyni, gdzie zdał maturę. W latach 1947–1952 studiował na Wydziale Lekarskim Akademii Medycznej w Gdańsku. Od 1951 pracował w jej III Klinice Chirurgicznej, którą kierował prof. Zdzisław Kieturakis. W 1957 uzyskał specjalizację w zakresie chirurgii ogólnej I stopnia, zaś w 1960 – II stopnia. W 1964 obronił doktorat na podstawie pracy pt. Doświadczalna ocena wpływu podwiązania tętnicy wątrobowej właściwej w doświadczalnej marskości. Od 1964 do 1965 przebywał na stażu w Coventry. W 1971 otrzymał stopień doktora habilitowanego na podstawie rozprawy pt. Zapobieganie i leczenie nieszczelności kikuta dwunastnicy po wycięciu żołądka. Od 1972 do 1997 kierował II Kliniki Chirurgii Ogólnej Akademii Medycznej w Gdańsku, później przemianowaną na Katedrę i Klinikę Chirurgii Ogólnej, Gastroenterologicznej i Endokrynologicznej). Od 1978 posiadał tytuł profesora nadzwyczajnego, od 1989 – zwyczajnego. W latach 1984–1987 był prorektorem Akademii do spraw klinicznych, a 1993–1999 – jej rektorem. Od 1996 do 1999 pełnił funkcję wiceprzewodniczącego Konferencji Rektorów Akademii Medycznych w Polsce. Należał do European Academy of Surgical Sciences (członek założyciel) i Société Internationale de Chirurgie. W latach 1992–1995 sprawował funkcje zastępcy sekretarza generalnego i prezydenta Eurochirurgii, 1991–1993 – wiceprezesa Towarzystwa Chirurgów Polskich, 1993–1998 – wiceprezesa Polskiego Towarzystwa Gastroenterologicznego. Był konsultantem wojewódzkim ds. chirurgii ogólnej.
Spoczywa na Cmentarzu Witomińskim w Gdyni (kwatera 59, rząd 45, grób 12).

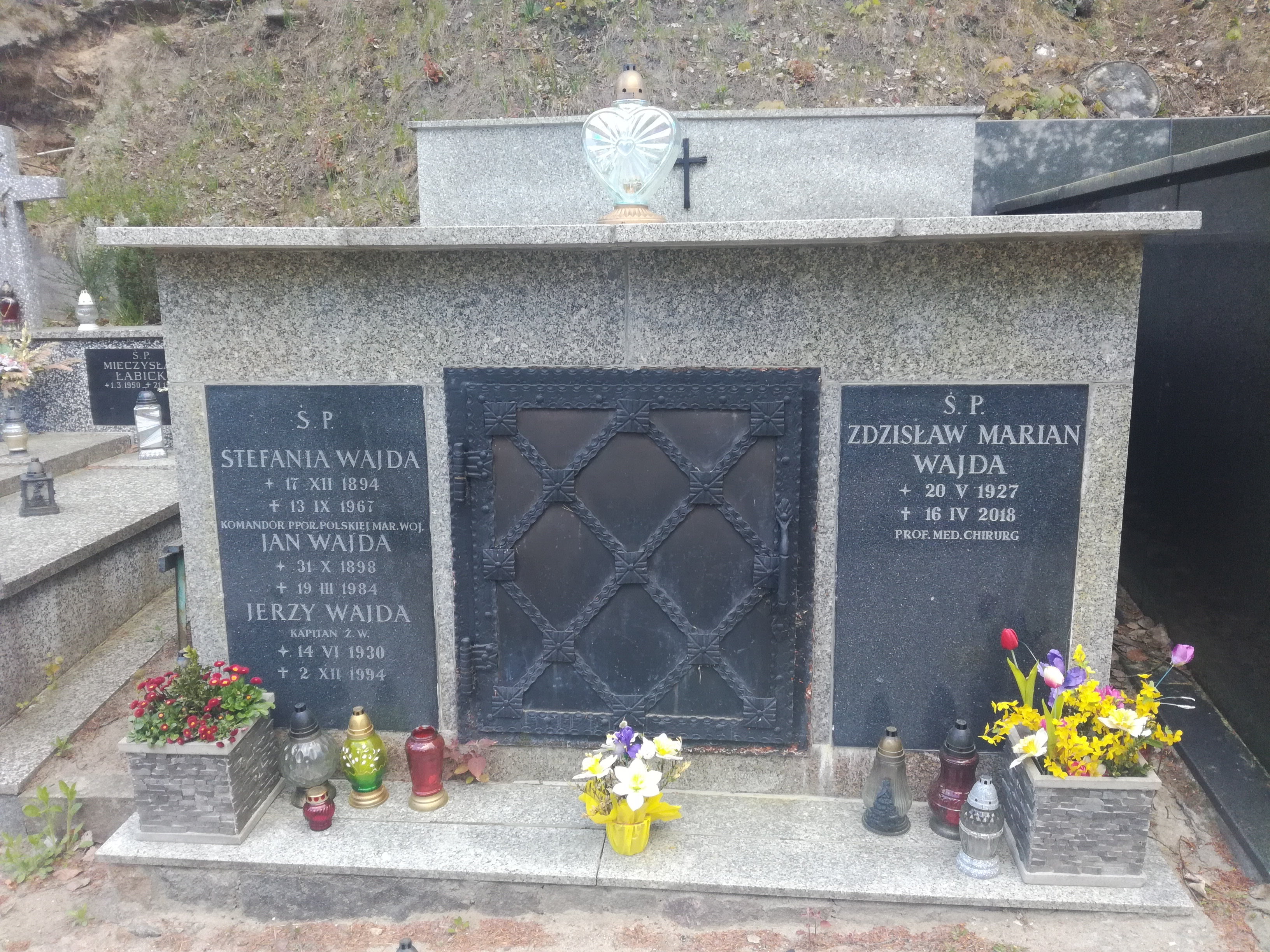
grób prof. Zdzisława Wajdy na Cmentarzu Witomińskim

## Działalność naukowa
Zajmował się patogenezą i leczeniem ostrego zapalenia trzustki oraz operacyjnym leczeniem guzów chromochłonnych nadnerczy. Był pionierem endoskopii zabiegowej i technik małoinwazyjnych w polskiej chirurgii (endoskopowe tamowanie krwotoków z wrzodów trawiennych żołądka i dwunastnicy metodą iniekcyjną,  laparoskopia operacyjna w niskociśnieniowej odmie wewnątrzotrzewnowej). Jako pierwszy w Gdańsku przeprowadził zabieg laparoskopowego wycięcia pęcherzyka
żółciowego. Prowadzone przez niego badania udowodniły istotną rolę reaktywnych form tlenu w patogenezie ostrego zapalenia trzustki oraz korzystny wpływ syntetycznych antyoksydantów na przebieg tej choroby. Był autorem 520 publikacji naukowych. Wypromował 10 doktorów, 3 doktorów habilitowanych i 45 specjalistów chirurgii ogólnej.

## Nagrody i odznaczenia
- Krzyż Oficerski Orderu Odrodzenia Polski (2001)[5]
- Krzyż Kawalerski Orderu Odrodzenia Polski (1979)
- Złoty Krzyż Zasługi (1974)
- Medal Komisji Edukacji Narodowej (1989)
- Odznaka Honorowa „Za wzorową pracę w służbie zdrowia” (1984)
- doktor honoris causa Akademii Medycznej w Gdańsku (2012)
- Medal 50-lecia Akademii Medycznej w Gdańsku (1996)
- członek honorowy European Academy of Surgical Sciences
- członek honorowy Towarzystwa Chirurgów Polskich
- członek honorowy Polskiego Towarzystwa Gastroenterologicznego
- członek honorowy Stowarzyszenia Kapitanów Żeglugi Wielkiej w Gdyni (2015)[3]